# 战区导弹防御系统
战区导弹防御系统（英語：Theater Missile Defense System，简称TMD）和/或美國戰區導彈防禦系統是由美国总统克林顿于1993年提出的概念。战区导弹防御系统与国家导弹防御系统（NMD）组成了美国弹道导弹防御系统（BMD）构想的两大内容。TMD是世界上起步最早、规模最大、影响最深远的战区导弹防御系统。
相對以色列的飛箭（Arrow）彈道飛彈防禦系統和俄羅斯的S-400，美國目前是以戰區高空防禦飛彈（THAAD）系統作為這個計畫的防衛武器，防衛目標為速度約3公里/秒的中程彈道飛彈。
| 飛彈階段 | 上升段                                                                                       | 中段 | 下降段                                                                                 |
| 計畫     | 战区导弹防御系统(TMD)                                                                        | 星戰計畫→ 国家导弹防御系统(NMD) →陸基中段防禦系統 | 戰術飛彈防禦                                                                           |
| 內容     | 1993年提出一種前沿抵近部屬于潛在敵國的上升段偵測與攔截系統，防衛目標為速度約3公里/秒的目標。 | 已經飛出大氣層外目標速度約7公里/秒的洲際飛彈，中段攔截計畫美國有較長時間研製，最初提出的星戰計畫未能實行，現狀演變為依賴地面雷達與海面神盾系統導引發射的攔截彈。 | 防衛目標為短程戰術飛彈或是已經逼近目標下降中的洲際飛彈，美國以愛國者飛彈作為最後工具。 |
| 現有工具 | 薩德系統(THAAD)                                                                              | 陸基攔截彈 標準三型飛彈 | 愛國者飛彈                                                                             |